# Rudolf Kraft (Politiker)
Rudolf Kraft (* 24. Februar 1923 in Scharfenberg, Brilon, Nordrhein-Westfalen; † 1993) war ein deutscher Kommunalpolitiker und ehrenamtlicher Landrat (CDU).

## Leben und Beruf
Nach dem Schulbesuch absolvierte er von 1937 bis 1940 eine Konditorlehre und war als Geselle tätig. Nach dem Kriegsdienst von 1941 bis 1945 war er zunächst als Bäckergeselle beschäftigt. 1946 legte er in diesem Handwerk die Meisterprüfung ab und war zunächst als Backmeister beruflich tätig. Von 1950 bis 1961 schloss sich eine Tätigkeit in einem Textilbetrieb an.
Diese Zeit nutzte Kraft, um sich an der Abendvolkshochschule fortzubilden. Ab 1961 durchlief er eine Umschulung zum Bankkaufmann. Anschließend erfolgte eine Tätigkeit bei einer Spar- und Darlehnskasse und einer Volksbank.
Er war verheiratet und Vater von vier Kindern.

## Abgeordneter
Er gehörte von 1956 bis zum 31. Dezember 1974 dem Kreistag des damaligen Kreises Brilon und von 1975 bis zum 1. Oktober 1974 dem Kreistag des neugebildeten Hochsauerlandkreises an. Von 1956 bis 1974 war Kraft Mitglied des Gemeinderates der Gemeinde Scharfenberg.

## Öffentliche Ämter
Kraft war vom 4. Oktober 1974 bis zur Gebietsreform am 31. Dezember 1974 Landrat des Kreises Brilon. Die Übernahme dieses Amtes erfolgte wegen des Rücktrittes von Landrat Biederbeck. Von 1975 bis 1989 war Kraft stellvertretender Landrat des Hochsauerlandkreises.
Von 1968 bis 1974 war er Bürgermeister in Scharfenberg.
Er war in verschiedenen Gremien des Landkreistages Nordrhein-Westfalen tätig.

## Sonstiges
Am 2. August 1982 wurde Kraft das Bundesverdienstkreuz am Bande und am 20. November 1989 das Bundesverdienstkreuz I. Klasse verliehen. Außerdem erhielt er den Ehrenring des Kreises Brilon.